# 친위대 제30무장척탄병사단
친위대 제30무장척탄병사단(독일어: 30. Waffen-Grenadier-Division der SS)은 무장친위대의 러시아인, 벨라루스인, 우크라이나인 척탄병 사단이다. 제1백루테니아, 제2러시아 부대로 구성되었다.